# Taquicardia
La taquicardia (del griego ταχύς, "tajýs", veloz, y καρδία, "cardia", corazón) es el incremento (aceleración) de la frecuencia cardíaca. Es la contracción demasiado rápida de los ventrículos. Se considera cuando la frecuencia cardíaca es superior a 100 latidos por minuto en reposo.
La misma puede ser fisiológica (es decir, no patológica), por ejemplo, cuando se realiza una actividad física intensa o cuando se presentan emociones intensas (miedo, ansiedad, preocupaciones, nerviosismo por alguna situación cotidiana o cualquier otra emoción derivada del estrés), pero también puede estar asociada a procesos patológicos, como la anemia, las hemorragias, el insomnio o el no dormir adecuadamente, el shock, insuficiencia renal, depresión, la infección de algún órgano, nerviosismo excesivo y otros. La taquicardia por sí sola no afecta a la esperanza de vida de manera significativa. Este síntoma es más común en las mujeres que en los hombres. Puede ser causada por factores como tabaquismo, alcoholismo, drogas o funcionamiento deficitario de la glándula tiroides. También varía en función de las emociones, del dolor y de los pensamientos.
Un electrocardiograma (el registro de la actividad eléctrica del corazón) permite detectar posibles arritmias. En algunos casos, se necesita recurrir a la colocación de un monitor de Holter, dispositivo que se adosa al cuerpo del paciente y permite registrar la actividad eléctrica del corazón.
El corazón actúa como una bomba que impulsa la circulación sanguínea por el organismo. Las fibras musculares del corazón deben contraerse al unísono para funcionar como se espera. Los impulsos bioeléctricos procedentes de un grupo de células ubicadas en la aurícula derecha rigen las contracciones del corazón; estos impulsos fluyen por caminos que comunican con las fibras musculares de las cuatro cámaras. Cuando se daña cualquier parte de este complejo sistema de conducción se altera el ritmo regular de los latidos, y como resultado pueden producirse diferentes trastornos del corazón, como un paro cardíaco, fibrilación ventricular, fibrilación auricular, bloqueo cardíaco o taquicardia.
En ocasiones la taquicardia está asociada a la ansiedad o pánico, sin que pueda establecerse si ésta genera taquicardia.

## Causas
Algunas causas incluyen:
- Ataques de ansiedad o pánico.
- Consumo excesivo de cafeína.
- Estimulantes, como la cocaína y las anfetaminas.
- Fumar marihuana o tabaco.
- Tiroides hiperactiva.
- Bulimia nerviosa.
- Diabetes mellitus.
- Obturación de las vías respiratorias.

## Características
Es un incremento del ritmo con el que late el corazón.
En casos más graves pueden aparecer palpitaciones irregulares, además de debilidad, ahogos, mareos y desvanecimiento.

## Tratamiento
El tratamiento depende de la situación estable o inestable de la taquicardia del paciente, y del tipo de taquicardia que sea (eso puede distinguirlo un electrocardiograma, que representa la actividad eléctrica del corazón mediante ondas llamadas 'complejos'). Pero, en general, los tratamientos pueden ser divididos en los tratamientos iniciales que puede realizar el propio paciente y otros tratamientos médicos posteriores más complicados.

### Tratamientos iniciales de tipo no médico
La taquicardia es una aceleración del ritmo cardíaco en el que influyen el estrés y los nervios, por lo que calmarse y relajarse suele ser recomendable. Además, conviene no recibir influencias externas que provoquen taquicardia o la incrementen.
Si la taquicardia consiste sólo en una aceleración de la frecuencia de latidos del corazón que preocupa al paciente, pero su corazón y su estado general se mantienen suficientemente estables, es posible ralentizar ese ritmo directamente, desacelerándolo mediante unas maniobras físicas, las cualesson llamadas maniobras vagales.
Pero, si la causa de la taquicardia es un problema de salud crónico (permanente), la taquicardia volvería un tiempo después, hasta que su causa sea curada médicamente. Conviene recordar o registrar datos acerca de cada vez en que suceden las taquicardias, pues esa información puede ayudarle al médico a descubrir el problema.
El padecer síntomas adicionales (como dificultad respiratoria, dolor torácico, sudoración inusual, vértigo o mareo), o una irregularidad (arritmia) grave en los latidos, podría indicar que el problema es mayor, lo que requeriría llamar a los servicios médicos de emergencia (hay una lista con sus números de teléfono aquí). Si el problema es de una gravedad tal que parece que el paciente va a quedarse en paro cardíaco inmediatamente, es recomendable solicitar un aparato desfibrilador (el cual está presente en muchos lugares), para intentar realizar una desfibrilación.

### Tratamientos posteriores de tipo médico
Se basa en una cardioversión que devuelva el ritmo cardíaco normal mediante medicamentos concretos o con corriente eléctrica (mediante un  cardioversor en un hospital, en algunos casos de taquicardia grave, normalmente con arritmia).